# Sầm Lệ Hương
Sầm Lệ Hương (tiếng Anh: Eliza Sam Lai Heung) là một nghệ sĩ người Canada hoạt động tại Hồng Kông.

## Tiểu sử
Sầm Lệ Hương sinh ra và lớn lên ở Vancouver, Canada. Cô xuất thân trong một gia đình người Canada gốc Hoa, cha mẹ cô là người Việt gốc Hoa di cư sang Canada, tổ tiên của cô có nguồn gốc từ Quảng Đông, Quảng Châu và Phúc Kiến. Cô còn là một tín đồ Kitô giáo.
Trong một bài phát biểu, Sầm Lệ Hương nói về việc bản thân nói tiếng Quảng Đông rất yếu, nên cô đã dành một năm để rèn luyện và cải thiện tiếng Quảng Đông của mình, và phải mất đến 7 năm để học nói lưu loát được tiếng Quảng Đông.
Sầm Lệ Hương tốt nghiệp Đại học Bách khoa Kwantlen với ba tấm bằng cử nhân về thiết kế thời trang, quản trị marketing và quản trị nhân sự. Cô là một giáo viên tiếng Anh trước khi tham gia cuộc thi Hoa hậu người Hoa Quốc tế.

## Sự nghiệp
Vào tháng 12 năm 2009, Sầm Lệ Hương tham gia cuộc thi Hoa hậu Hoa kiều Vancouver 2009 với tư cách là thí sinh số 7. Cô đã gây ấn tượng với ban giám khảo và tất cả khán giả với một gương mặt tươi sáng và nụ cười vô cùng ngọt ngào. Trong vòng chung kết, Sầm Lệ Hương tự tin thể hiện một màn trình diễn thật ấn tượng và cuối cùng cô đã giành được hai giải thưởng cao quý là danh hiệu Hoa hậu của cuộc thi Hoa hậu Hoa kiều Vancouver 2009. Sau khi trở thành Hoa hậu, Sầm Lệ Hương đã tích cực tham gia vào việc hỗ trợ các tổ chức như Hiệp hội Ung thư Canada, Hiệp hội hỗ trợ Hoa kiều,... Cô còn giành được học bổng Doanh nhân Trung Hoa Thế giới (World Chinese Entrepreneur Scholarship) vào tháng 1 năm 2010, do Hội nghị Doanh nhân Trung Hoa Thế giới lần thứ 4 (The 4th World Chinese Entrepreneurs Convention) cùng với Hiệp hội Sáng lập và Phát triển Xã hội Canada (Canada Founding & Development Society) tổ chức.
Vào tháng 10 năm 2010, Sầm Lệ Hương đại diện cho Vancouver đến Hồng Kông và Trung Quốc đại lục để tham gia cuộc thi Hoa hậu người Hoa Quốc tế 2010 do TVB tổ chức với số báo danh là 19. Cô đã xuất sắc đánh bại đối thủ nặng kí và cũng là Á hậu của cuộc thi, Trần Mĩ Dư, để đến với danh hiệu cao nhất. Sau đó, cô kí hợp đồng dưới dạng hợp đồng nghệ sĩ cơ bản với TVB và gia nhập ngành giải trí.
Ngày 15 tháng 6 năm 2018, bản hợp đồng giữa Sầm Lệ Hương và TVB mãn hạn, và cô đã quyết định rời khỏi công ty sau 8 năm gắn bó. Trên các trang mạng xã hội, cô đã bày tỏ sự cảm kích đối với TVB, cô cảm ơn ban lãnh đạo đã tạo điều kiện cho cô bồi dưỡng khả năng diễn xuất, cảm ơn bạn bè đồng nghiệp, đạo diễn, nhân viên hậu trường, những người đã giúp đỡ và chỉ dẫn cho cô trong suốt bao năm qua. Thậm chí, Sầm Lệ Hương đã không quên cảm ơn các cô chú bảo vệ, nhân viên vệ sinh, những người đã mang đến cho cô tiếng cười vào mỗi buổi sáng khi đến phim trường. Tháng 7 cùng năm, Sầm Lệ Hương gia nhập công ty Tailor Made Productions Limited của Tăng Chí Vỹ và Vương Tổ Lam.
Ngày 10 tháng 1 năm 2020, trong một sự kiện, Sầm Lệ Hương thông báo sẽ trở lại TVB vào tháng 2 để quay bộ phim truyền hình mới BB đại sái.

## Cuộc sống
Sầm Lệ Hương cùng với Chung Gia Hân, Lý Á Nam, Vương Quân Hinh và Câu Vân Tuệ là một nhóm bạn thân năm người được giới truyền thông đặt tên là "Hội gái trinh" (Amazing Esther's 處女黨), vì họ đều là những người theo Kitô giáo, trong cuộc phỏng vấn năm 2012 Vương Quân Hinh tiết lộ rằng cô muốn là một trinh nữ cho đến khi kết hôn. Điều đặc biệt, cả năm thành viên đều có xuất thân từ những cuộc thi sắc đẹp nổi tiếng của Hồng Kông.
Tháng 10 năm 2015, giới truyền thông cho hay Sầm Lệ Hương được bạn trai cầu hôn. Bạn trai cô, Joshua Ngo, thường được gọi Cường Cường hoạt động trong ngành tài chính, ngân hàng. Anh được xếp vào hàng chuyên gia kinh tế, từng làm việc tại các ngân hàng lớn ở Hồng Kông. Hai người quen nhau và bí mật hẹn hò hơn 10 năm.
Ngày 18 tháng 12 năm 2016, Sầm Lệ Hương và bạn trai Cường Cường bất ngờ tổ chức lễ cưới đơn giản tại một nhà thờ nhỏ ở Vancouver, Canada.
Ngày 6 tháng 12 năm 2018, Sầm Lệ Hương thông báo trên mạng xã hội rằng cô đã mang thai năm tháng. Ngày 25 tháng 3 năm 2019, Sầm Lệ Hương vừa đăng ảnh, vừa kèm theo những chia sẻ về cậu con trai mới sinh tên Jacob trên Instagram, cô cho biết tên ở nhà của cậu bé là "BooBoo" nhưng không tiết lộ ngày sinh.
Vào ngày 3 tháng 2 năm 2021, cô thông báo trên mạng xã hội rằng cô đang mang thai đứa con thứ hai. Vào ngày 13 tháng 5 cùng năm, cô đăng ảnh của mình và hai con trai trên Instagram, thông báo về sự ra đời của cậu con trai thứ hai tên là Julias Samuel, cô cho biết tên ở nhà của cậu bé là "JuJu" nhưng không tiết lộ ngày sinh.

## Phim và chương trình truyền hình

### Phim điện ảnh
| Năm  | Tên phim                                                                                           | Vai diễn                         | Ghi chú   |
| ---- | -------------------------------------------------------------------------------------------------- | -------------------------------- | --------- |
| 2011 | Kính trừu Phúc Lộc Thọ 勁抽福祿壽 The Fortune Buddies                                              | Người mẫu                        | Khách mời |
| 2012 | Tôi yêu Hồng Kông (2012 Ngã ái HK hỉ thượng gia song hỉ) 2012我愛HK 喜上加囍 I Love Hong Kong 2012 | Y tá trưởng                      | Khách mời |
| 2016 | Đặc nhiệm mĩ nhân (Lạt cảnh phách vương hoa) 辣警霸王花 Special Female Force                       | Vương Nhã Hoa 王雅花 Wong Ya Wah | Vai chính |
| 2019 | Nhĩ mễ lí, ngã ái nhĩ! 你咪理，我愛你！ I Love You, You're Perfect, Now Change                     | Lâm Mĩ Quyên 林美娟 Lam Mei Gyun | Khách mời |

### Phim truyền hình
| Năm  | Tên phim | Vai diễn                                                                         | Ghi chú    |
| ---- | --- | -------------------------------------------------------------------------------- | ---------- |
| 2012 | Tòa án lương tâm 2 (Nộ hỏa nhai đầu 2) 怒火街頭2 Ghetto Justice II                                          | BoBo                                                                             |            |
| 2012 | Sui gia nan giải (Ba bất đắc ma ma) 巴不得媽媽... Divas in Distress                                         | Hannah Hương Nãi Hinh (Hương Hương công chúa) 香乃馨 （香香公主） Heung Nai Hing | Nữ tuyến 3 |
| 2012 | Đại thái giám 大太監 The Confidant                                                                          | Tú nữ                                                                            | Khách mời  |
| 2013 | Chân trời mơ ước (Lão biểu, nhĩ hảo dã) 老表，你好嘢！ Inbound Troubles                                     | Monrole Mộng Lộ (thời trẻ) 夢露 （青年） Lee Tsz Sin                             | Khách mời  |
| 2013 | Bao la vùng trời 2 (Xung thượng vân tiêu) 衝上雲霄II Triumph in the Skies II                                | Tracy Mạc Văn Thúy 莫文翠                                                        | Nữ phụ     |
| 2013 | Thần thương thư kích (Thần thương truy kích) 神鎗狙擊 Sniper Standoff                                       | Lê Trân 黎珍 Lai Chun                                                            | Nữ tuyến 3 |
| 2013 | Giải cứu khẩn cấp 2 (Sứ mệnh 36 giờ II) On Call 36小時II The Hippocratic Crush II                           | Xa Hiểu Đồng (Xa Xa) 車曉彤 (車車) Che Hiu Tung                                  | Nữ phụ     |
| 2013 | Tiệm cà phê hữu tình (Miêu thỉ ma ma) 貓屎媽媽 Coffee Cat Mama                                              | Grace Biên Quý Tri 邊貴知 Bin Kwai Chi                                           | Nữ tuyến 2 |
| 2014 | Thế giới quý cô (Nữ nhân câu lạc bộ) 女人俱樂部 Never Dance Alone                                           | Carrie Thang Gia Lệ 湯嘉麗 Lorella Tong Ka Lei                                   | Nữ phụ     |
| 2014 | Anh họ cố lên! (Lão biểu, nhĩ hảo hea) 老表，你好hea！ Come On, Cousin                                      | Tề Thu Thủy (thời trẻ) 齊秋水 （青年） Cai Chow Sui                              | Khách mời  |
| 2014 | Thố nương tử 醋娘子 Lady Sour                                                                               | Sơn Tra 山楂 Shan Cha                                                            | Nữ tuyến 2 |
| 2015 | Sự chuyển mình hoa lệ (Hoa lệ chuyển thân) 華麗轉身 Limelight Years                                         | Yanto Đường Hân 唐欣 Tong Yan                                                    | Nữ tuyến 3 |
| 2015 | Nô lệ nhà ở (Lâu nô) 樓奴 Brick Slaves                                                                      | Peggy Chúc Bích Cơ 祝碧姬 Suk Bik Gei                                            | Nữ tuyến 2 |
| 2015 | Dưới lớp màn che (Vô song phổ) 無雙譜 Under the Veil                                                        | Liễu Ý / Hồng Mẫu Đơn 柳衣 / 洪牡丹 Lau Yi / Hung Mao Dan                        | Nữ chính   |
| 2015 | Thiên sứ tập sự (Thực tập thiên sứ) 實習天使 Angel In-the-Making                                            | Halley Kì Lạc 祁樂 Kei Lok                                                       | Nữ chính   |
| 2016 | Ông trùm giải nghệ (Hỏa tuyến hạ đích giang hồ đại lão) 火線下的江湖大佬 My Dangerous Mafia Retirement Plan | Joyce Hà Khoan Tâm 何寬心 Ho Fuen Sam                                            | Nữ tuyến 2 |
| 2016 | Ẩm thực thần thám (Vi thực thần thám) 為食神探 Inspector Gourmet                                            | Đường Gia Gia (BabyKaka) 唐嘉嘉 Tong Ka Ka                                       | Nữ tuyến 2 |
| 2017 | Anh họ cố lên 3 (Lão biểu, tất nghiệp lạt) 老表，畢業喇！ Oh My Grad                                        | Liễu Nữu 柳妞 Lau Nau                                                            | Nữ phụ     |
| 2017 | Sóng gió gia tộc 3 (Đường tâm phong bạo 3) 溏心風暴3 Heart and Greed                                        | Belle Hứa Bối Nhi 許貝兒 Hui Bui Yi                                              | Nữ phụ     |
| 2018 | Bà trùm (Quả lan trung đích giang hồ đại tẩu) 果欄中的江湖大嫂 Apple-colada                                 | Barika Lý Lạc Di (Tiểu Ba) 李樂怡 (小巴) Lee Lok Yi                              | Nữ tuyến 2 |
| 2021 | Con chúng mình là nhất (Bảo bảo đại qua thiên) 寶寶大過天 Plan “B”                                          | Grace Khang Nhã Du 康雅悠 Hong Nga Yau                                           | Nữ chính   |

### Chương trình truyền hình (TVB)
| Năm  | Tên chương trình | Ghi chú |
| ---- | --- | --- |
| 2011 | Quan tây phong vũ·Tình 關西風雨·晴                                                                                         | Dẫn chương trình |
| 2011 | VIP hôm nay 今日VIP | Khách mời ngày 19 tháng 9 (cùng với Đường Thi Vịnh) |
| 2012 | Minh Châu sinh hoạt / Cảng sinh hoạt·Cảng hưởng thụ 明珠生活 / 港生活·港享受                                               | Dẫn chương trình |
| 2012 | VIP hôm nay 今日VIP | Khách mời ngày 20 tháng 2 (cùng với Ngao Gia Niên) Khách mời ngày 7 tháng 11 |
| 2012 | Trăm ngàn kỳ thú: Lớp B cao 千奇百趣高B班                                                                                  | Khách mời tập 5 |
| 2012 | Hắc Long Giang 黑龍江 | Dẫn chương trình |
| 2012 | Trăm ngàn kỳ thú: Đông Nam Á 千奇百趣東南亞                                                                                | Khách mời tập 1 |
| 2013 | VIP hôm Nay 今日VIP | Khách mời ngày 20, 27 tháng 3 (Phỏng vấn Triển lãm Điện ảnh và Truyền hình Quốc tế Hồng Kông) Khách mời ngày 13 tháng 9 |
| 2014 | VIP hôm Nay 今日VIP | Khách mời ngày 27, 31 tháng 3 (Phỏng vấn Triển lãm Điện ảnh và Truyền hình Quốc tế Hồng Kông) Khách mời ngày 9 tháng 12 |
| 2015 | Hội trẻ em thông minh 精伶童學會                                                                                           | Khách mời tập 9 |
| 2015 | Nhà bếp ngôi sao 明星愛廚房                                                                                                | Dẫn chương trình |
| 2015 | VIP hôm nay 今日VIP | Khách mời ngày 18 tháng 5 (cùng với Vương Tử Hiên và (Triệu Hy Lạc) Khách mời ngày 30 tháng 11 |
| 2015 | Giải trí tuyến 1 一綫娛樂                                                                                                  | Khách mời (cùng với diễn viên phim Dưới lớp màn che) |
| 2015 | Lễ khánh đài TVB 2015萬千星輝賀台慶2015                                                                                    | Khách mời |
| 2016 | Giải trí tuyến 1 一綫娛樂                                                                                                  | Khách mời (cùng với diễn viên phim Ông trùm giải nghệ) |
| 2016 | Ngôi sao đến thăm Nagoya Nhật Bản 星星探親團日本名古屋篇                                                                   | Dẫn chương trình |
| 2016 | Quán ăn của quý ông 男人食堂                                                                                               | Khách mời ngày 29 tháng 5 |
| 2016 | Hoàn thành tất cả 乜都搞掂晒                                                                                               | Dẫn chương trình |
| 2016 | Tôi yêu Hồng Kông 我愛香港                                                                                                 | Khách mời ngày 18 tháng 9 (cùng với Lê Diệu Tường, Lâm Hạ Vy, Lục Hạo Minh, Lý Xán Sâm, Sơn Độ Sĩ, Châu Bách Hào, Sâm Mĩ, Nguyễn Tiểu Nghi, Đơn Lập Văn, Hồ Bội Úy, Liên Thi Nhã, Trịnh Kính Cơ, Huỳnh Hiểu Doanh) Khách mời ngày 9 tháng 10 (cùng với Trương Kế Thông, Thương Thiên Nga, Khương Hạo Văn, Lâm Hân Đồng, Thái Tư Bối, Địch Dĩ Đạt, Cao Lễ Trạch, Mạch Trường Thanh, Trần Gia Hoàn, Thái Khiết, Hà Bội Du, Thôi Bích Già, Quách Tư Lâm, Trần Quốc Cường) |
| 2016 | Bạn có khoẻ mạnh không? (mùa 2) 你健康嗎？（第二輯）                                                                       | Khách mời ngày 3 tháng 10 |
| 2017 | Nhiệm vụ siêu cấp phi thường (Sức khoẻ siêu cấp 4: Sống xanh hưởng thụ thế giới) 星級超常任務（星級健康4之Go Green碳世界） | Dẫn chương trình tập 4, 6 |
| 2018 | VIP hôm Nay 今日VIP | Khách mời ngày 12 tháng 3 (cùng với Huỳnh Hạo Nhiên) |
| 2018 | Chị Do có câu hỏi 2 Do姐有問題2                                                                                            | Khách mời tập 9 |
| 2018 | Hàng ma đích Trò chơi bắt yêu 降魔的 捉妖遊戲                                                                              | Hồ tiên |

### Quảng cáo
- 2012: Máy làm đẹp Bonjour Holdings
- 2013: Trung tâm mua sắm apm
- 2013: Dịch vụ Điện toán đám mây Microsoft Office
- 2013: Kem chống nắng Sunplay Skin Aqua Mentholatum
- 2014: Kem dưỡng Collagen by Watsons
- 2014: Điện thoại thông minh HTC One E8
- 2015: Phấn mắt 5 màu Canmake
- 2016: Nước hoa FIANCÉE
- 2016: Giày nữ Footspot
- 2016: Bánh Gavottes
- 2018: Máy mát xa chân OTO Q seat
- 2018: Ghế mát xa OTO Prestige
- 2018: Mac Poweder Kiss & "MAC Makeup Collection & MAC Makeup Collection"
- 2019: Endless Beauty for LightMAC Medical Skincare Centre
- 2019: Estee Lauder ANR

## Giải thưởng và đề cử
| Năm  | Giải thưởng                            | Hạng mục                                           | Tác phẩm                                                                         | Vai diễn                                   | Kết quả      |
| ---- | -------------------------------------- | -------------------------------------------------- | -------------------------------------------------------------------------------- | ------------------------------------------ | ------------ |
| 2009 | Hoa hậu Hoa kiều Vancouver 2009        | Hoa hậu                                            | —                                                                                | —                                          | Đoạt giải    |
| 2009 | Hoa hậu Hoa kiều Vancouver 2009        | Hoa hậu ảnh                                        | —                                                                                | —                                          | Đoạt giải    |
| 2009 | Hoa hậu Hoa kiều Vancouver 2009        | Thí sinh quyến rũ nhất                             | —                                                                                | —                                          | Đoạt giải    |
| 2010 | Hoa hậu người Hoa Quốc tế              | Hoa hậu                                            | —                                                                                | —                                          | Đoạt giải    |
| 2010 | Học bổng doanh nhân Trung Hoa thế giới | Học thuật, phục vụ cộng đồng và khả năng lãnh đạo  | —                                                                                | —                                          | Đoạt giải    |
| 2012 | My AOD Favourites Awards 2012          | Nữ diễn viên tiến bộ được yêu thích nhất           | Sui gia nan giải                                                                 | Hương Nãi Hinh                             | Đề cử        |
| 2012 | Giải thưởng thường niên TVB            | Nữ diễn viên phụ xuất sắc nhất                     | Sui gia nan giải                                                                 | Hương Nãi Hinh                             | Đề cử        |
| 2012 | Giải thưởng thường niên TVB            | Nữ nhân vật được yêu thích nhất                    | Sui gia nan giải                                                                 | Hương Nãi Hinh                             | Đề cử        |
| 2012 | Giải thưởng thường niên TVB            | Nữ diễn viên tiến bộ nhất                          | Toà án lương tâm 2 Sui gia nan giải Đại thái giám Hắc Long Giang                 | —                                          | Đề cử        |
| 2013 | Giải thưởng thường niên TVB            | Nữ diễn viên tiến bộ nhất                          | Chân trời mơ ước Bao la vùng trời 2 Thần thương thư kích Giải cứu khẩn cấp 2     | —                                          | Đoạt giải    |
| 2013 | Giải thưởng thường niên TVB            | Nữ diễn viên phụ xuất sắc nhất                     | Thần thương thư kích                                                             | Lê Trân                                    | Đề cử        |
| 2013 | TVB Star Awards Malaysia 2013          | Nữ diễn viên phụ được yêu thích nhất               | Thần thương thư kích                                                             | Lê Trân                                    | Đề cử Top 5  |
| 2013 | TVB Star Awards Malaysia 2013          | Nữ diễn viên tiến bộ được yêu thích nhất           | Chân trời mơ ước Bao la vùng trời 2 Thần thương thư kích                         | —                                          | Đoạt giải    |
| 2014 | Giải thưởng thường niên TVB            | Nữ diễn viên phụ xuất sắc nhất                     | Thế giới quý cô                                                                  | Thang Gia Lệ                               | Đề cử        |
| 2014 | StarHub TVB Awards 2014                | Nữ diễn viên phụ được yêu thích nhất               | Thế giới quý cô                                                                  | Thang Gia Lệ                               | Đề cử Top 5  |
| 2014 | StarHub TVB Awards 2014                | Nữ diễn viên tiến bộ nhất                          |                                                                                  |                                            | Đoạt giải    |
| 2014 | StarHub TVB Awards 2014                | Nữ nhân vật truyền hình được yêu thích nhất        | Tiệm cà phê hữu tình                                                             | Biên Quý Tri                               | Đề cử Top 12 |
| 2014 | TVB Star Awards Malaysia 2014          | Nữ diễn viên phụ được yêu thích nhất               | Tiệm cà phê hữu tình                                                             | Biên Quý Tri                               | Đề cử        |
| 2014 | TVB Star Awards Malaysia 2014          | Nữ nhân vật truyền hình được yêu thích (Top 15)    | Tiệm cà phê hữu tình                                                             | Biên Quý Tri                               | Đề cử        |
| 2014 | TVB Star Awards Malaysia 2014          | Cặp đôi tình nhân màn bạc được yêu thích nhất      | Tiệm cà phê hữu tình                                                             | Biên Quý Tri Bảo Chỉ Đê (Huỳnh Tông Trạch) | Đề cử        |
| 2015 | Giải thưởng thường niên TVB            | Nữ diễn viên chính xuất sắc nhất                   | Dưới lớp màn che                                                                 | Liễu Ý / Hồng Mẫu Đơn                      | Đề cử        |
| 2015 | Giải thưởng thường niên TVB            | Nữ nhân vật được yêu thích nhất                    | Dưới lớp màn che                                                                 | Liễu Ý / Hồng Mẫu Đơn                      | Đề cử        |
| 2015 | StarHub TVB Awards 2015                | Nữ diễn viên chính được yêu thích nhất             | Dưới lớp màn che                                                                 | Liễu Ý / Hồng Mẫu Đơn                      | Đề cử        |
| 2015 | StarHub TVB Awards 2015                | Nữ nhân vật truyền hình được yêu thích nhất        | Dưới lớp màn che                                                                 | Liễu Ý / Hồng Mẫu Đơn                      | Đoạt giải    |
| 2015 | StarHub TVB Awards 2015                | Giải thưởng quyến rũ và gợi cảm TOKYO BUST EXPRESS | —                                                                                | —                                          | Đề cử        |
| 2015 | StarHub TVB Awards 2015                | Cặp đôi tình nhân màn bạc được yêu thích nhất      | Thố nương tử                                                                     | Sơn Tra Tiền Thông (La Trọng Khiêm)        | Đề cử Top 6  |
| 2015 | TVB Star Awards Malaysia 2015          | Nữ diễn viên phụ được yêu thích nhất               | Nô lệ nhà ở                                                                      | Chúc Bích Cơ                               | Đề cử        |
| 2015 | TVB Star Awards Malaysia 2015          | Nữ nhân vật truyền hình được yêu thích (Top 16)    | Nô lệ nhà ở                                                                      | Chúc Bích Cơ                               | Đề cử        |
| 2016 | TVB Star Awards Malaysia 2016          | Chủ trì tiết mục được yêu thích nhất               | My Handy Man                                                                     | —                                          | Đề cử        |
| 2016 | TVB Star Awards Malaysia 2016          | Chương trình tin tức được yêu thích nhất           | Nhiệm vụ siêu cấp phi thường (Sức khoẻ siêu cấp 4: Sống xanh hưởng thụ thế giới) | —                                          | Đoạt giải    |
| 2016 | TVB Star Awards Malaysia 2016          | Cặp đôi tình nhân màn bạc được yêu thích nhất      | Ẩm thực thần thám                                                                | Đường Gia Gia Dương Đắc Cơ (Mã Quốc Minh)  | Đề cử        |
| 2016 | TVB Star Awards Malaysia 2016          | Nữ diễn viên chính được yêu thích nhất             | Ông trùm giải nghệ                                                               | Hà Khoan Tâm                               | Đề cử        |
| 2016 | TVB Star Awards Malaysia 2016          | Nữ nhân vật truyền hình được yêu thích (Top 16)    | Ông trùm giải nghệ                                                               | Hà Khoan Tâm                               | Đoạt giải    |
| 2016 | Giải thưởng thường niên TVB            | Nữ diễn viên chính xuất sắc nhất                   | Ông trùm giải nghệ                                                               | Hà Khoan Tâm                               | Đề cử        |
| 2016 | Giải thưởng thường niên TVB            | Nữ nhân vật được yêu thích nhất                    | Ông trùm giải nghệ                                                               | Hà Khoan Tâm                               | Đề cử        |
| 2016 | StarHub TVB Awards 2016                | Nữ diễn viên chính được yêu thích nhất             | Ông trùm giải nghệ                                                               | Hà Khoan Tâm                               | Đề cử        |
| 2016 | StarHub TVB Awards 2016                | Nữ nhân vật truyền hình được yêu thích nhất        | Ông trùm giải nghệ                                                               | Hà Khoan Tâm                               | Đề cử        |
| 2016 | StarHub TVB Awards 2016                | Chủ trì tiết mục được yêu thích nhất               | My Handy Man                                                                     | —                                          | Đề cử Top 5  |
| 2016 | StarHub TVB Awards 2016                | Chương trình tin tức được yêu thích nhất           | My Handy Man                                                                     | —                                          | Đề cử Top 6  |
| 2017 | Giải thưởng thường niên TVB            | Nữ diễn viên chính xuất sắc nhất                   | Sóng gió gia tộc 3                                                               | Hứa Bối Nhi                                | Đề cử        |
| 2017 | Giải thưởng thường niên TVB            | Nữ nhân vật được yêu thích nhất                    | Sóng gió gia tộc 3                                                               | Hứa Bối Nhi                                | Đề cử        |
| 2017 | TVB Star Awards Malaysia 2017          | Nữ diễn viên phụ được yêu thích nhất               | Anh họ cố lên 3                                                                  | Liễu Nữu                                   | Đề cử        |
| 2017 | TVB Star Awards Malaysia 2017          | Nữ nhân vật truyền hình được yêu thích (Top 15)    | Anh họ cố lên 3                                                                  | Liễu Nữu                                   | Đề cử        |